# Australutica manifesta
Australutica manifesta là một loài nhện trong họ Zodariidae.
Loài này thuộc chi Australutica. Australutica manifesta được Rudy Jocqué miêu tả năm 1995.